# Белёвская пастила
Белёвская пастила — региональная разновидность русской пастилы, которую с конца XIX века производят в городе Белёве Тульской области. Готовится из взбитой с сахаром и яичным белком мякоти печёных яблок сорта антоновка.
Существует также вид этой пастилы без сахара: в составе такой пастилы только яблоки и яичный белок.

## История
Начало производства белёвской пастилы связано с именем купца Амвросия Павловича Прохорова, который в 1870-е годы изобрёл рецепт яблочной пастилы и начал производить её в домашних условиях. Пастила, которую его родственники и белёвское общество называли «Прохоровской», готовилась на основе печёных антоновских яблок с добавлением сахара. Его отец, Павел Амвросиевич Прохоров, поддержал начинания сына и в 1882 году по раздельному акту передал ему во владение два промышленных каменных здания с территорией в 1200 квадратных саженей на правом берегу реки Вырки.
Амвросий Прохоров спроектировал и изготовил сушилку для пастилы, тепло для которой подавалось по специальным воздуховодам из кочегарки, пристроенной к зданию со стороны двора. Сушильный завод был основан в 1884 году, и в документах фабричного надзора Тульской губернии учитывался под названием завода растительных консервов. В 1888 году, после четырёх лет совершенствования производства, состоялось открытие завода, где помимо хозяина работали 15 наёмных рабочих. Завод специализировался на производстве пастилы, сушке овощей, плодов, ягод, изготовление смоквы, сухого и сырого варенья, и работал три месяца в году — с августа по октябрь. Цена на пастилу была достаточно высока, но оправдана длительностью
и сложностью процесса её изготовления. Прохоровская пастила упаковывалась в фирменные коробки, на которых был изображен рисунок, выполненный самим Амвросием Павловичем, с видом на промышленное здание завода от пруда, который находился на правом берегу Вырки. К 1900 году на предприятии работало 90 постоянных рабочих, а объём производства составлял 21000 рублей серебром.
В 1890 году белёвская пастила завоевала первый приз на выставке садоводства в Санкт-Петербурге, после чего Прохоров основал собственные магазины в Москве, Санкт-Петербурге, Киеве, Тбилиси. Небольшая лавка по продаже прохоровской продукции была открыта в Париже. В 1898 году Амвросий Прохоров расширил производство, приобретя имение братьев Киреевских в селе Долбино с фруктовым садом и открыв в 1900 году в деревне Ровно производственное здание нового сушильного завода. В 1899 году в Москве вышла книга Амвросия Павловича Прохорова «Приготовление Белёвской чисто-яблочной пастилы», в которой он подробно изложил технологию приготовления пастилы в домашних условиях. Рецепт был следующий: на 12 ковшей (если они содержат 3-4 фунта протёртой яблочной мякоти каждый) добавляется два или три белка свежеснесённых яиц и шесть ковшей хорошо просеянного сахара. В 1914 году владельцем сушильных заводов стал его сын Павел Амвросиевич Прохоров, который продолжил модернизировать и расширять предприятие.
Производство прохоровской пастилы временно прекратилось в 1918 году, когда имущество Прохорова было экспроприировано, а завод стал подчиняться исполкому рабочих и служащих. В последующие годы сушильное производство в Белёве было расширено — построены новые цеха на Пролетарской площади. В годы НЭПа производство белёвской пастилы возобновил его сын Николай Амвросиевич, который открыл фирменный магазин «Прохоров и сыновья» у Никитских ворот в Москве. В 1941 году во время Великой Отечественной войны сушильный завод Амвросия Прохорова был разрушен, и производство переехало в цеха на Пролетарской площади. С 1960 года сушильни переместили на территорию дореволюционного Казённого винного склада, где был организован Белёвский консервный завод.
Белёвский завод работал до начала 1990-х годов. После этого белёвская пастила выпускалась только местными кустарями. В 2011 году возобновилось производство белёвской пастилы сразу тремя компаниями в Белёвском районе Тульской области: «Белёвские сладости», «Белёвская пастильная мануфактура» и «Старые традиции».